# Hermann Reisinger

Hermann Reisinger

Hermann Reisinger (* 16. Januar 1900 in Hadersdorf am Kamp; † 2. Januar 1967 in Horn, Niederösterreich) war ein österreichisch-deutscher Politiker (NSDAP).

## Leben und Wirken
Reisinger war der Sohn des Zimmermanns und Straßenmeisters Engelbert Reisinger und dessen Frau Johanna, geb. Lengenfelder. Nach dem Besuch des Realgymnasiums war er von März 1918 bis zum Ende des Ersten Weltkriegs an der Offiziersschule in Iglau. Anschließend besuchte er die Lehrerbildungsanstalt, war als Hilfsarbeiter beschäftigt und war 1922 für zwei Semester an der Universität Wien. Seit 1923 verdiente Reisinger seinen Lebensunterhalt als Volksschullehrer in Schweiggers. 1925 heiratete er Bertha Trawniczek, aus der Ehe gingen fünf Kinder hervor.
Zum 14. April 1929 trat er der NSDAP bei (Mitgliedsnummer 86.916), in der er 1931 Aufgaben als Kreisleiter des Waldviertels im Gau Niederdonau übernahm. Während des Verbots der NSDAP in Österreich war Reisinger kurzzeitig in Haft. 1934 wurde er als Volksschullehrer nach Piesting versetzt, 1937 dann nach Felixdorf.
Nach dem „Anschluss Österreichs“ an das Deutsche Reich im März 1938 wurde Reisinger mit dem Posten des Kreisleiters von Zwettl betraut, den er bis 1945 ausübte. Daneben war er NSDAP-Beauftragter in der Landeslehrer-Erneuerungskommission und erhielt aufgrund seiner niedrigen Mitgliedsnummer das Goldene Ehrenzeichen der NSDAP.
Am 20. Dezember 1941 trat Reisinger im Nachrückverfahren für den ausgeschiedenen Abgeordneten Konrad Hammetter in den nationalsozialistischen Reichstag ein, in dem er bis zum Ende der NS-Herrschaft im Frühjahr 1945 das Land Österreich vertrat. In den letzten Kriegswochen stellte Reisinger zehn Volkssturmbataillone auf, ließ Panzersperren rings um Zwettl errichten und setzten einen Leiter zur Organisierung des Werwolfs ein.
Am 21. Mai 1945 wurde Reisinger verhaftet. Das Urteil vom Mai 1946 fiel mit einem Jahr Kerker, das durch die Untersuchungshaft bereits verbüßt war, sehr milde aus.